# Festival de Dansa de Karmiel
El Festival de Dansa de Karmiel (en hebreu: פסטיבל מחול כרמיאל) és un festival de dansa que té lloc cada any a l'estiu, a la ciutat de Karmiel, a Israel. El festival va començar l'any 1988 per iniciativa de dos autors de danses populars a Israel. La durada del festival és de tres dies, durant els quals s'aplega una multitud de persones, els espectadors poden observar una àmplia varietat d'espectacles. En aquest festival participen tant ballarins israelians, com a ballarins vinguts d'altres països procedents de l'estranger. Al costat de les diverses actuacions dels diferents grups de dansa, hi ha balls que estan oberts al públic i són per a tots els assistents. Hi ha instructors de ball vinguts des de l'estranger. A més dels actes celebrats en el festival hi ha diverses competicions: un concurs de coreografia, un concurs de dansa folklòrica, i un concurs de ball en grup per seleccionar al millor equip de l'any. Yonatan Carmon va ser el director artístic del festival durant dotze anys, fins a l'any 2000, quan va esdevenir director Shlomo Maman. El director del festival al llarg de la seva vida ha estat Aaron Solomon. El festival de dansa té lloc en diverses instal·lacions i equipaments esportius de la vila de Karmiel entre ells cal destacar; l'amfiteatre, l'estadi, el parc, el pavelló esportiu, i l'auditori. Molts espectacles en el passat han estat dedicats en honor de compositors del país com; Sasha Argov, Naomi Shemer, i Avihu Medina. L'any 2006 es va cancel·lar el festival a causa de la guerra amb el Líban.